# فانية وتتبدد (فلم)
فانية وتتبدد وهو فيلم يتناول الحرب السورية، ويسلّط الضوء على ممارسات الميليشيات المسلحة التي كانت منتشرة في سوريا، وبذلك يكون الفيلم هو أول حالة تعاون بين أنزور و المؤسسة العامة للسينما التي أنتجت الفيلم. وأوضح المخرج أنزور في تصريحات صحفية أن فكرة ونص الفيلم للكاتبة هالة دياب، وأنه تعاون معها فيهما، أما السيناريو فهو من كتابة ديانا كمال الدين.
عنوان الفيلم يُتعبر بمثابة رد على شعار "باقية وتتمدد" الذي أطلقه تنظيم الدولة الإسلامية "داعش".

## التصوير
وتم تصوير معظم مشاهد الفيلم ضمن مناطق سيطرة الجيش السوري، في مدينة «داريا» بغوطة دمشق، والتي لازالت تشهد اشتباكات، وأصبح جاهزاً للعرض خلال وقت قياسي مقارنة بأفلام سورية أخرى (مدة الإنجاز قرابة الستة أشهر، بحدود الأربعين يوم تصوير).
وصرح صنّاع فانية وتتبدد بأنّ المشاهدين لن يروا بالفيلم فظائع داعش كما يصوّرونها بأنفسهم، لأنه مهما حاولوا التقليد، لن يصلوا إلى تجسيدها كما تبدو في الحقيقة.

## ملخص الفيلم
يبدأ الفيلم بمشاهد يوزّع فيها أحَد مشايخ داعش السبايا على ما يصفهم بالمجاهدين، وسط طقس احتفالي، بمباركة أمير الجماعة، فيما تحاول امرأة الحفاظ على توازنها كمعلمة وأم بمواجهة داعش والفكر الذي يفرضه، ممثلاً بالشيخة أم ياسين التي تدرّس في المدرسة ذاتها. لكن المعلمة تتجلى في مخاوفها على طفلتها التي يقع الأمير بغرامها، ويعمل على سوقها لفراشه كزوجة، وتتضاعف مأساة الأم حينما تقف وجهاً لوجه مع الأمير الداعشي، ويعتقلها التنظيم، لتشهد في سجنه أفظع ممارساته بحق النساء.
ركّز فيلم فانية وتتبدد على فكر تنظيم داعش، مؤكداً على كون المواجهة الأساسية معه فكرية، بالتوازي مع الجهود العسكرية لإنهائه، وبشّر صنّاعة بزواله عبر العنوان، كما أوحوا بأنّ النهاية ستكون على يد الجيش السوري، ورسموا لذلك سيناريو قائم على فكرة تعاون أحد عناصر داعش من أهل البلد، الذي اختار الانحياز لإنسانيته، وأهله، والوقوف إلى جانب الجيش.

## أبطال الفيلم
- فايز قزق[6]
- زيناتي قدسية
- عبد الهادي الصباغ
- هناء نصور
- بسام لطفي
- رباب مرهج
- علاء القاسم
- أمية ملص
- حسام عيد
- مجد فضة
- عادل حسون
- رنا شميس
- علي بوشناق
- عروة العربي[7]

## وصلات خارجية
- مقالات تستعمل روابط فنية بلا صلة مع ويكي بيانات